# Isla de Cedros Airport
Isla de Cedros Airport är en flygplats i Mexiko.   Den ligger i kommunen Ensenada och delstaten Baja California, i den västra delen av landet, 1 900 km nordväst om huvudstaden Mexico City. Isla de Cedros Airport ligger 14 meter över havet. Den ligger på ön Cedros Island.
Terrängen runt Isla de Cedros Airport är varierad. Havet är nära Isla de Cedros Airport åt sydost.  Närmaste större samhälle är El Morro, 0,32 km öster om Isla de Cedros Airport. 